# CC1
CC1 jest oprogramowaniem z dziedziny chmur obliczeniowych. Umożliwia wykorzystanie posiadanych zasobów komputerowych (procesor, pamięć i przestrzeń dyskowa) do stworzenia prywatnej chmury obliczeniowej, działającej w oparciu o model IaaS.

## Architektura
Oprogramowanie zostało podzielone na warstwy, dzięki czemu chmura może obsługiwać wiele podklastrów jednocześnie. Dzięki temu możliwe jest współistnienie jednej chmury w obrębie kilku organizacji i ujednolicenie dostępu do zasobów. Poszczególne warstwy to:
- Interfejsy – zawiera przede wszystkim interfejs www, który udostępnia wszystkie funkcjonalności chmury użytkownikowi. Drugim interfejsem jest API REST kompatybilne z narzędziami EC2 znanymi z chmury Amazon;
- Cloud Manager (CLM) – centralna część systemu CC1. Pośredniczy w przesyłaniu żądań od klientów do poszczególnych klastrów połączonych w chmurę. Zarządza również kontami użytkowników;
- Cluster Manager (CM) – oprogramowanie używane do obsługi pojedynczych klastrów wchodzących w skład chmury. Zarządza tworzeniem i usuwaniem wirtualnych maszyn, sieciami użytkowników oraz ich zasobami.

## Historia
Projekt został rozpoczęty w 2009 roku i jest finansowany ze środków Unii Europejskiej Programu Operacyjnego Innowacyjna Gospodarka oraz Ministerstwa Nauki i Szkolnictwa Wyższego. We wczesnych fazach całe oprogramowanie opierało się na projekcie chmury obliczeniowej OpenNebula i miało być jej rozszerzeniem. Takie rozwiązanie zakładało wykorzystanie instancji OpenNebuli jako poszczególnych Cluster Managerów. Z powodu różnic pomiędzy wymaganiami i założeniami projektu a tym co oferowała OpenNebula rozwiązanie takie porzucono, decydując się na całkowicie niezależne oprogramowanie. Od tego czasu CC1 korzysta jedynie z zewnętrznej biblioteki Libvirt do obsługi wirtualizacji i stanowi niezależny projekt. Do marca 2013 oprogramowanie CC1 było wykorzystywane tylko i wyłącznie wewnątrz IFJ PAN do obsługi prywatnej chmury. Od marca projekt został udostępniony za darmo, na licencji Apache2.
Od połowy 2014 roku, po zakończeniu finansowania CC1 ze środków Unii Europejskiej, projekt jest rozwijany dalej pod nazwą CoreCluster przez angielski startup CloudOver.io. Licencja projektu została zmieniona na GPLv3, a sam projekt mocno uproszczony i zmodularyzowany.

## Demo
Mimo tego, że projekt jest całkowicie darmowy, jego instalacja może wymagać pewnego nakładu pracy. Z tego powodu twórcy projektu udostępniają przygotowane do testów obrazy Live CD oraz wirtualnej maszyny VMWare, zawierające uproszczoną, testową instalację całej chmury.